# Angèle

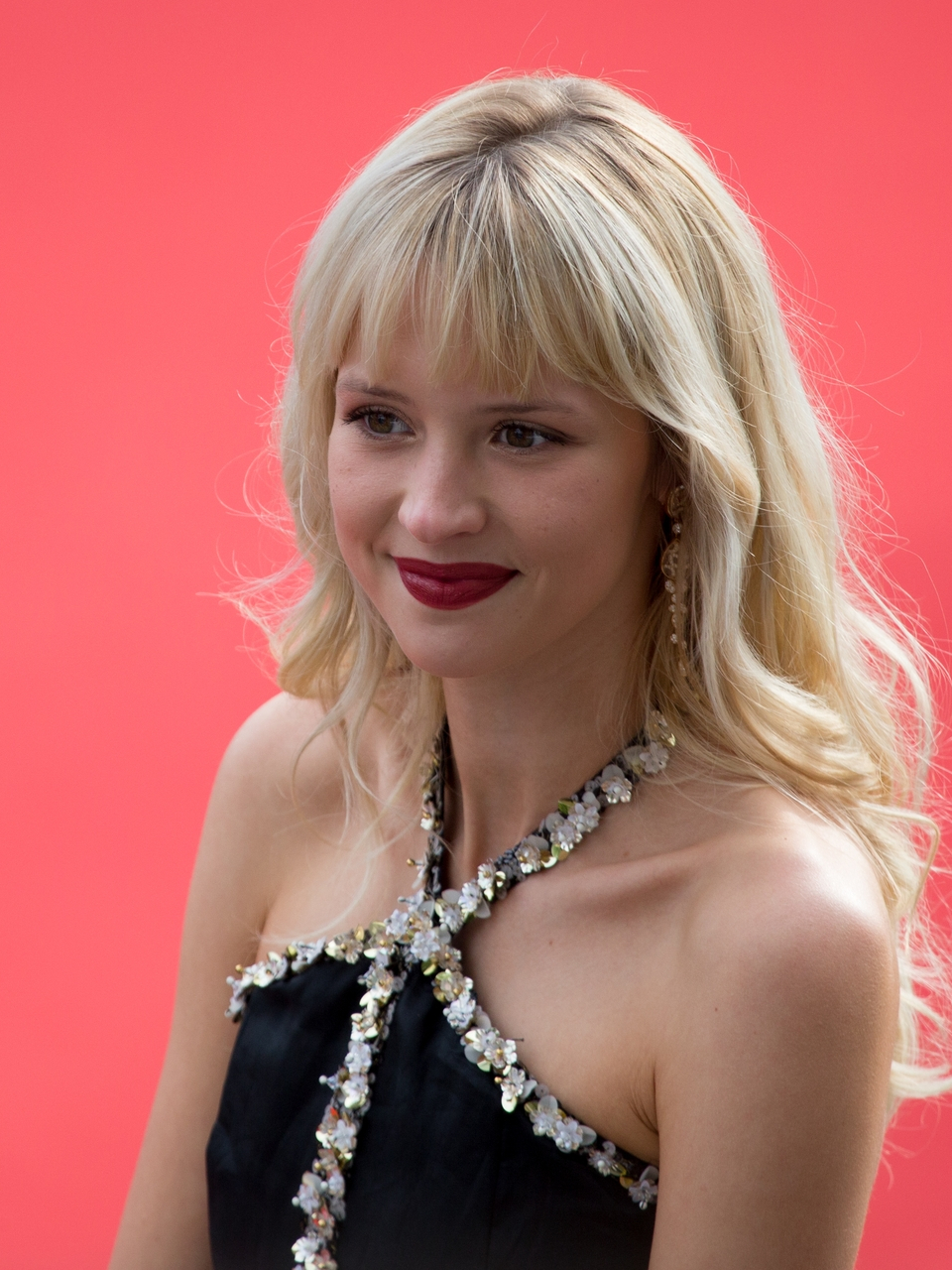
Angèle (2019)

Angèle Joséphine Aimée Van Laeken (* 3. Dezember 1995 in Uccle/Ukkel), Künstlername Angèle, ist eine belgische Sängerin. Ihr erstes Album, Brol, erschien im Oktober 2018. Im Dezember 2021 erschien ihr zweites Album Nonante-cinq.

## Leben und Wirken
Angèle Van Laeken ist die Tochter des Sängers Marka und der Schauspielerin Laurence Bibot, ihr Bruder ist der Rapper Roméo Elvis. Sie wuchs in Linkebeek auf, einem Vorort südlich von Brüssel.
Angèle gab ihre ersten Konzerte in Cafés in der Brüsseler Region. Zudem machte sie sich über Instagram und YouTube einen Namen. Es folgte 2018 die erfolgreiche Veröffentlichung einiger Singles im französischsprachigen Raum.
Ihr Debütalbum Brol erschien am 5. Oktober 2018. Gleichzeitig brachte sie mit ihrem Bruder Roméo Elvis ihre vierte Single Tout Oublier heraus und erlangte damit auch internationale Bekanntheit. Für das Debütalbum und den Clip zu ihrer Single Tout Oublier wurde sie mit zwei Preisen bei den Victoires de la Musique ausgezeichnet. Die Single Tout Oublier erreichte in Belgien und Frankreich Platz 1 der Singlecharts.

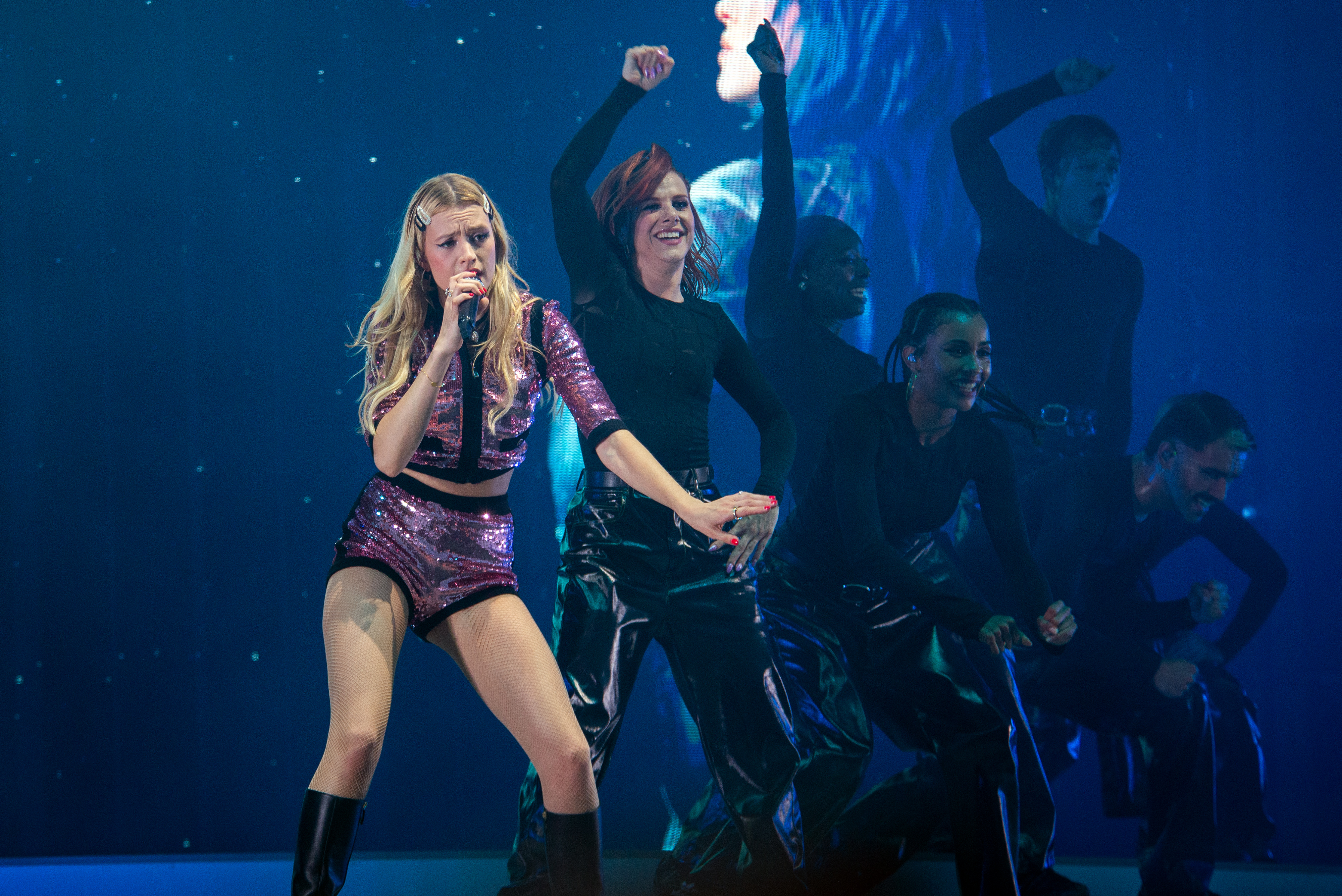
Angèle beim Festival Papillons de Nuit in Saint-Laurent-de-Cuves (2022)

Im November 2019 machte die Fernsehsendung TPMP die Liebesbeziehung der Sängerin zu einer Frau publik. Angèle bekannte sich daraufhin auf Instagram zu ihrer Bisexualität. In späteren Interviews und in dem Netflix-Dokumentarfilm Angèle verurteilte sie die Vorgehensweise des Outings, welches einem selbstbestimmten Coming-out auch im familiären Umfeld zuvorkam.
Im November 2020 wurde der Song Fever veröffentlicht, ein Duett mit der britischen Sängerin Dua Lipa. Das Lied erreichte Platz eins in Wallonien, Flandern und Frankreich sowie Platz 9 in den Schweizer Charts und Platz 85 in den deutschen Singlecharts.
Die erste Singleauskopplung aus ihrem zweiten Studioalbum, Bruxelles je t’aime, eine Ode an ihre Heimatstadt Brüssel, veröffentlichte Angèle im November 2021. Der Song stieg sofort in die Top Fünf der belgischen Charts ein, in Wallonien landete er sogar auf Platz eins. Ihr zweites Studioalbum Nonante-Cinq, benannt nach ihrem Geburtsjahr, kam am 3. Dezember 2021 heraus.
Am 11. August 2024 trat Angèle zusammen mit Kavinsky und Phoenix bei der Schlussfeier der Olympischen Sommerspiele 2024 in Paris auf.

## Musikstil
Angèle spielt Elektropop mit Einflüssen aus dem Hip-Hop und dem französischen Chanson. Ella Fitzgerald und Hélène Ségara sind ihre großen Vorbilder. Die französischsprachigen Texte behandeln vor allem leichte Themen, wobei sie aber auch Gesellschaftskritik übt und weibliche Homosexualität thematisiert.

## Filmografie
- 2023: Asterix & Obelix im Reich der Mitte (Astérix et Obélix: L’Empire du Milieu)

## Diskografie

### Studioalben
| Jahr | Titel Musiklabel                      | Höchstplatzierung, Gesamtwochen, AuszeichnungChartplatzierungen (Jahr, Titel, Musiklabel, Platzierungen, Wochen, Auszeichnungen, Anmerkungen) | Höchstplatzierung, Gesamtwochen, AuszeichnungChartplatzierungen (Jahr, Titel, Musiklabel, Platzierungen, Wochen, Auszeichnungen, Anmerkungen) | Höchstplatzierung, Gesamtwochen, AuszeichnungChartplatzierungen (Jahr, Titel, Musiklabel, Platzierungen, Wochen, Auszeichnungen, Anmerkungen) | Höchstplatzierung, Gesamtwochen, AuszeichnungChartplatzierungen (Jahr, Titel, Musiklabel, Platzierungen, Wochen, Auszeichnungen, Anmerkungen) | Anmerkungen                                                 | [↑]: gemeinsam behandelt mit vorhergehendem Eintrag; [←]: in beiden Charts platziert |
| Jahr | Titel Musiklabel                      | BEF | BEW | FR | CH | Anmerkungen                                                 |                                                                                      |
| ---- | ------------------------------------- | --- | --- | --- | --- | ----------------------------------------------------------- | ------------------------------------------------------------------------------------ |
| 2018 | Brol Saimiri                          | BEF1 (… Wo.)BEF | BEW1 ×7Siebenfachplatin · (… Wo.)BEW | FR1 ×2Doppeldiamant · (156 Wo.)FR | CH7 (102 Wo.)CH | Erstveröffentlichung: 5. Oktober 2018 Verkäufe: + 1.180.000 |                                                                                      |
| 2019 | Brol la suite Saimiri[BEF: ↑][BEW: ↑] | BEF1 (… Wo.)BEF | BEW1 ×7Siebenfachplatin · (… Wo.)BEW | FR37 (14 Wo.)FR[CH: ↑] | CH7 (102 Wo.)CH | Erstveröffentlichung: 8. November 2019                      |                                                                                      |
| 2021 | Nonante-cinq Saimiri                  | BEF3 (69 Wo.)BEF | BEW1 ×2Doppelplatin · (157 Wo.)BEW | FR2 ×3Dreifachplatin · (… Wo.)FR | CH6 (18 Wo.)CH | Erstveröffentlichung: 3. Dezember 2021 Verkäufe: + 340.000  |                                                                                      |

### Singles
| Jahr | Titel Album                                                 | Höchstplatzierung, Gesamtwochen, AuszeichnungChartplatzierungen (Jahr, Titel, Album, Platzierungen, Wochen, Auszeichnungen, Anmerkungen) | Höchstplatzierung, Gesamtwochen, AuszeichnungChartplatzierungen (Jahr, Titel, Album, Platzierungen, Wochen, Auszeichnungen, Anmerkungen) | Höchstplatzierung, Gesamtwochen, AuszeichnungChartplatzierungen (Jahr, Titel, Album, Platzierungen, Wochen, Auszeichnungen, Anmerkungen) | Höchstplatzierung, Gesamtwochen, AuszeichnungChartplatzierungen (Jahr, Titel, Album, Platzierungen, Wochen, Auszeichnungen, Anmerkungen) | Höchstplatzierung, Gesamtwochen, AuszeichnungChartplatzierungen (Jahr, Titel, Album, Platzierungen, Wochen, Auszeichnungen, Anmerkungen) | Höchstplatzierung, Gesamtwochen, AuszeichnungChartplatzierungen (Jahr, Titel, Album, Platzierungen, Wochen, Auszeichnungen, Anmerkungen) | Anmerkungen                                                                  |
| Jahr | Titel Album                                                 | BEF | BEW | FR | DE | CH | UK | Anmerkungen                                                                  |
| --- | ----------------------------------------------------------- | --- | --- | --- | --- | --- | --- | ---------------------------------------------------------------------------- |
| 2017 | La loi de Murphy Brol                                       | BEF22 (11 Wo.)BEF | BEW5 Platin · (22 Wo.)BEW | FR42 Platin · (34 Wo.)FR | — | — | — | Erstveröffentlichung: 23. Oktober 2017 Verkäufe: + 240.000                   |
| 2018 | Je veux tes yeux Brol                                       | BEF25 (8 Wo.)BEF | BEW16 Gold · (16 Wo.)BEW | FR60 Platin · (17 Wo.)FR | — | — | — | Erstveröffentlichung: 29. Januar 2018 Verkäufe: + 220.000                    |
| 2018 | La thune Brol                                               | BEF39 (5 Wo.)BEF | BEW9 Platin · (25 Wo.)BEW | FR15 Diamant · (73 Wo.)FR | — | — | — | Erstveröffentlichung: 18. Juni 2018 Verkäufe: + 373.333                      |
| 2018 | Jalousie Brol                                               | — | BEW12 Gold · (16 Wo.)BEW | FR26 Diamant · (39 Wo.)FR | — | — | — | Erstveröffentlichung: 21. September 2018 Verkäufe: + 353.333                 |
| 2018 | Tout oublier Brol                                           | BEF6 (29 Wo.)BEF | BEW1 ×3Dreifachplatin · (40 Wo.)BEW | FR1 Diamant · (86 Wo.)FR | — | CH55 (22 Wo.)CH | — | Erstveröffentlichung: 5. Oktober 2018 Verkäufe: + 453.333; feat. Roméo Elvis |
| 2019 | Balance ton quoi Brol                                       | BEF13 (22 Wo.)BEF | BEW1 ×4Vierfachplatin · (34 Wo.)BEW | FR2 Diamant · (100 Wo.)FR | — | CH33 (20 Wo.)CH | — | Erstveröffentlichung: 1. März 2019 Verkäufe: + 493.333                       |
| 2019 | Flou Brol                                                   | BEF20 (8 Wo.)BEF | BEW2 Platin · (19 Wo.)BEW | FR34 Diamant · (51 Wo.)FR | — | — | — | Erstveröffentlichung: 5. Juli 2019 Verkäufe: + 373.333                       |
| 2019 | Perdus Brol la suite                                        | — | BEW11 (7 Wo.)BEW | FR8 Gold · (15 Wo.)FR | — | CH58 (2 Wo.)CH | — | Erstveröffentlichung: 11. Oktober 2019 Verkäufe: + 100.000                   |
| 2019 | Oui ou non Brol la suite                                    | BEF9 (21 Wo.)BEF | BEW2 ×2Doppelplatin · (23 Wo.)BEW | FR3 Diamant · (43 Wo.)FR | — | CH31 (5 Wo.)CH | — | Erstveröffentlichung: 8. November 2019 Verkäufe: + 393.333                   |
| 2020 | Ta reine Brol                                               | — | BEW25 (7 Wo.)BEW | FR16 Diamant · (88 Wo.)FR | — | — | — | Erstveröffentlichung: 6. März 2020 Verkäufe: + 333.333                       |
| 2020 | Fever Future Nostalgia                                      | BEF1 (29 Wo.)BEF | BEW1 ×3Dreifachplatin · (36 Wo.)BEW | FR1 Diamant · (104 Wo.)FR | DE85 (1 Wo.)DE | CH9 (24 Wo.)CH | UK79 Silber · (2 Wo.)UK | Erstveröffentlichung: 30. Oktober 2020 Verkäufe: + 678.333; mit Dua Lipa     |
| 2021 | Bruxelles je t’aime Nonante-Cinq                            | BEF3 (24 Wo.)BEF | BEW1 ×2Doppelplatin · (25 Wo.)BEW | FR8 Diamant · (33 Wo.)FR | — | CH50 (5 Wo.)CH | — | Erstveröffentlichung: 22. Oktober 2021 Verkäufe: + 373.333                   |
| 2021 | Démons Nonante-Cinq                                         | — | BEW2 ×2Doppelplatin · (25 Wo.)BEW | FR5 Diamant · (58 Wo.)FR | — | CH31 (5 Wo.)CH | — | Erstveröffentlichung: 3. Dezember 2021 Verkäufe: + 373.333; feat. Damso      |
| 2021 | Libre Nonante-Cinq                                          | BEF19 (9 Wo.)BEF | BEW3 Platin · (24 Wo.)BEW | FR31 Diamant · (40 Wo.)FR | — | CH85 (1 Wo.)CH | — | Erstveröffentlichung: 3. Dezember 2021 Verkäufe: + 353.333                   |
| 2022 | Amour, haine & danger Nonante-Cinq                          | BEF45 (1 Wo.)BEF | BEW8 (15 Wo.)BEW | FR82 (10 Wo.)FR | — | — | — | Erstveröffentlichung: 29. September 2022                                     |
| 2023 | Le temps fera les choses (Alternative Version) Nonante-Cinq | — | BEW30 (13 Wo.)BEW | FR188 (1 Wo.)FR | — | — | — | Erstveröffentlichung: 16. Februar 2023                                       |
| 2024 | Nightcall –                                                 | BEF18 Gold · (13 Wo.)BEF | BEW4 (… Wo.)BEW | FR15 Diamant · (33 Wo.)FR | — | — | — | Erstveröffentlichung: 20. September 2024 mit Kavinsky & Phoenix              |
| Folgende Lieder erschienen nicht als Single, wurden aber durch das Album zum Download und Streaming bereitgestellt und konnten somit eine Platzierung erlangen: |                                                             | | | | | | |                                                                              |
| |                                                             | | | | | | |                                                                              |
| 2018 | Nombreux Brol                                               | — | — | FR40 Platin · (57 Wo.)FR | — | — | — | Charteinstieg: 12. Oktober 2018 Verkäufe: + 200.000                          |
| 2018 | Victime des réseaux Brol                                    | — | — | FR58 Gold · (7 Wo.)FR | — | — | — | Charteinstieg: 12. Oktober 2018 Verkäufe: + 100.000                          |
| 2018 | Les matins Brol                                             | — | — | FR50 Platin · (13 Wo.)FR | — | — | — | Charteinstieg: 12. Oktober 2018 Verkäufe: + 200.000                          |
| 2018 | Flemme Brol                                                 | — | — | FR63 Platin · (13 Wo.)FR | — | — | — | Charteinstieg: 12. Oktober 2018 Verkäufe: + 200.000                          |
| 2019 | Tu me regardes Brol la suite                                | — | — | FR20 Platin · (11 Wo.)FR | — | — | — | Charteinstieg: 15. November 2019 Verkäufe: + 200.000                         |
| 2019 | Insomnies Brol la suite                                     | — | — | FR28 Gold · (4 Wo.)FR | — | — | — | Charteinstieg: 15. November 2019 Verkäufe: + 100.000                         |
| 2019 | J’entends Brol la suite                                     | — | — | FR31 Gold · (4 Wo.)FR | — | — | — | Charteinstieg: 15. November 2019 Verkäufe: + 100.000                         |
| 2019 | Que du love Brol la suite                                   | — | — | FR45 Gold · (3 Wo.)FR | — | — | — | Charteinstieg: 15. November 2019 Verkäufe: + 100.000; feat. Kiddy Smile      |
| 2021 | Solo Nonante-Cinq                                           | — | — | FR40 (3 Wo.)FR | — | — | — | Charteinstieg: 10. Dezember 2021                                             |
| 2021 | Taxi Nonante-Cinq                                           | — | — | FR41 Gold · (7 Wo.)FR | — | — | — | Charteinstieg: 10. Dezember 2021 Verkäufe: + 100.000                         |
| 2021 | On s’habitue Nonante-Cinq                                   | — | — | FR46 (3 Wo.)FR | — | — | — | Charteinstieg: 10. Dezember 2021                                             |
| 2021 | Tempête Nonante-Cinq                                        | — | — | FR49 (3 Wo.)FR | — | — | — | Charteinstieg: 10. Dezember 2021                                             |
| 2021 | Plus de sens Nonante-Cinq                                   | — | BEW17 (16 Wo.)BEW | FR50 Gold · (3 Wo.)FR | — | — | — | Charteinstieg: 10. Dezember 2021 Verkäufe: + 100.000                         |
| 2021 | Pensées positives Nonante-Cinq                              | — | — | FR53 (2 Wo.)FR | — | — | — | Charteinstieg: 10. Dezember 2021                                             |
| 2021 | Profite Nonante-Cinq                                        | — | — | FR61 (2 Wo.)FR | — | — | — | Charteinstieg: 10. Dezember 2021                                             |
| 2021 | Mauvais rêves Nonante-Cinq                                  | — | — | FR66 (2 Wo.)FR | — | — | — | Charteinstieg: 10. Dezember 2021                                             |
| 2021 | Mots justes Nonante-Cinq                                    | — | — | FR76 (1 Wo.)FR | — | — | — | Charteinstieg: 10. Dezember 2021                                             |
| 2022 | Évidemment Civilisation Perdue                              | — | BEW10 Gold · (17 Wo.)BEW | FR4 Platin · (29 Wo.)FR | — | CH65 (1 Wo.)CH | — | Verkäufe: + 210.000; mit Orelsan                                             |

### Gastbeiträge
| Jahr | Titel Album                           | Höchstplatzierung, Gesamtwochen, AuszeichnungChartplatzierungen (Jahr, Titel, Album, Platzierungen, Wochen, Auszeichnungen, Anmerkungen) | Höchstplatzierung, Gesamtwochen, AuszeichnungChartplatzierungen (Jahr, Titel, Album, Platzierungen, Wochen, Auszeichnungen, Anmerkungen) | Höchstplatzierung, Gesamtwochen, AuszeichnungChartplatzierungen (Jahr, Titel, Album, Platzierungen, Wochen, Auszeichnungen, Anmerkungen) | Höchstplatzierung, Gesamtwochen, AuszeichnungChartplatzierungen (Jahr, Titel, Album, Platzierungen, Wochen, Auszeichnungen, Anmerkungen) | Anmerkungen                                                                                      |
| Jahr | Titel Album                           | BEF | BEW | FR | CH | Anmerkungen                                                                                      |
| --- | ------------------------------------- | --- | --- | --- | --- | ------------------------------------------------------------------------------------------------ |
| 2017 | J’ai vu Morale 2                      | — | — | FR164 Diamant · (1 Wo.)FR | — | Erstveröffentlichung: 8. September 2017 Verkäufe: + 333.333; Roméo Elvis & Le Motel feat. Angèle |
| 2020 | S’en aller Alt F4                     | — | — | FR156 Gold · (2 Wo.)FR | — | Erstveröffentlichung: 31. Januar 2020 Verkäufe: + 100.000; Swing feat. Angèle                    |
| 2024 | Sempre / Jamais Nei letti degli altri | — | BEW12 (12 Wo.)BEW | FR167 (1 Wo.)FR | — | Erstveröffentlichung: 13. März 2024 Mahmood feat. Angèle                                         |
| Folgende Lieder erschienen nicht als Single, wurden aber durch das Album zum Download und Streaming bereitgestellt und konnten somit eine Platzierung erlangen: |                                       | | | | |                                                                                                  |
| |                                       | | | | |                                                                                                  |
| 2018 | Silence Lithopédion                   | — | — | FR3 Diamant · (14 Wo.)FR | CH48 (1 Wo.)CH | Charteinstieg: 23. Juni 2018 Verkäufe: + 333.333; Damso feat. Angèle                             |
| 2024 | Tout tenter J’ai menti                | — | BEW7 (1 Wo.)BEW | FR11 (3 Wo.)FR | — | Charteinstieg: 22. November 2024 Damso feat. Angèle                                              |

## Auszeichnungen für Musikverkäufe
| Goldene Schallplatte - Spanien - 2023: für die Single Fever Platin-Schallplatte - Kanada - 2022: für die Single Fever - Polen - 2024: für die Single Fever |

Anmerkung: Auszeichnungen in Ländern aus den Charttabellen bzw. Chartboxen sind in ebendiesen zu finden.
| Land/RegionAuszeichnungen für Musikverkäufe (Land/Region, Auszeichnungen, Verkäufe, Quellen) | Silber  | Gold       | Platin       | Diamant       | Verkäufe  | Quellen             |
| -------------------------------------------------------------------------------------------- | ------- | ---------- | ------------ | ------------- | --------- | ------------------- |
| Belgien (BRMA)                                                                               | —       | 4× Gold4   | 29× Platin29 | —             | 630.000   | ultratop.be         |
| Frankreich (SNEP)                                                                            | —       | 8× Gold8   | 10× Platin10 | 16× Diamant16 | 8.066.662 | snepmusique.com     |
| Kanada (MC)                                                                                  | —       | —          | Platin1      | —             | 80.000    | musiccanada.com     |
| Polen (ZPAV)                                                                                 | —       | —          | Platin1      | —             | 50.000    | olis.pl             |
| Spanien (Promusicae)                                                                         | —       | Gold1      | —            | —             | 30.000    | elportaldemusica.es |
| Vereinigtes Königreich (BPI)                                                                 | Silber1 | —          | —            | —             | 200.000   | bpi.co.uk           |
| Insgesamt                                                                                    | Silber1 | 13× Gold13 | 41× Platin41 | 16× Diamant16 |           |                     |